# Yota Shimokawa
Yota Shimokawa (født 7. september 1995) er en japansk fodboldspiller, som spiller for den japanske fodboldklub Ehime FC.